# Leptosynapta dolabrifera
Leptosynapta dolabrifera is een zeekomkommer uit de familie Synaptidae.
De wetenschappelijke naam van de soort werd in 1855 gepubliceerd door William Stimpson.